# 范琪
范琪（？—？），女，江苏吴县人，中国公共卫生学家、营养学家，曾任中国医学科学院医学情报研究所副所长、研究员，第四、五、六届全国政协委员。

## 家庭
哥哥范权。